# 云南斑籽
云南斑籽（学名：Baliospermum effusum）为大戟科斑籽属下的一个种。